# Limonta
(Tommaso Grossi, Marco Visconti)
Limonta (Limùnta in dialetto lecchese) è una frazione del comune di Oliveto Lario in provincia di Lecco che si affaccia sul ramo sud orientale del Lago di Como.
Nel romanzo storico Marco Visconti di Tommaso Grossi, pubblicato nel 1834, la prima parte della vicenda è ambientata nella Limonta e Lierna del 1327; in questo romanzo, l’episodio della fuga dello scudiero Lupo da Limonta è ambientato in un castello della odierna Rescaldina e, da tale episodio del romanzo, il Comune, in età moderna, ha tratto la fonte del suo stemma: questo descrive infatti un lupo che fugge da una torre (probabilmente posta nella attuale Via Roma 7 di Rescaldina) con stemma visconteo. Durante le contese tra Visconti e Sforza il nobile Lupo da Limonta venne imprigionato e la fuga fu possibile grazie ad uno stratagemma: il giullare Tremacoldo chiese di partecipare alla giostra-torneo, cui in realtà si presentò, camuffato, Lupo da Limonta che, balzato in sella al cavallo, invece di dirigersi lancia in resta contro la sagoma del saraceno si diede alla fuga.

## Storia
Storicamente, Limonta fu dapprima una corte regia, per poi costituire un beneficio di un tal Maderico. Successivamente, come documentato da un diploma imperiale di Lotario I datato 24 gennaio 835, Limonta fu un feudo della basilica di Sant'Ambrogio a Milano. In seguito, il feudo fu esteso alla contigua Civenna e a Campione d'Italia (sul Lago di Lugano); gli abati infatti potevano fregiarsi del titolo di conti di Limonta, Civenna e Campione (titoli passati nell'Ottocento ai prevosti della Basilica milanese come eredi dei diritti degli abati ma non più usati da metà Novecento).
Pur tra alterne vicende, questo feudo costituì per otto secoli un'enclave giurisdizionale circondata dal territorio dello Stato di Milano, cioè una specie di microstato semi-indipendente, la cui fine avvenne nell'epoca napoleonica, con l'annessione della Contea alla Repubblica Cisalpina nel 1797.
Lo stendardo dei Limontini viene così descritto: "bianco con una cicogna nel mezzo, che ha un pastorale nel becco ed una mitra ai piedi".

## Origini del nome
In un testo datato 1624, la località è menzionata con la dicitura Elimonte.

## Monumenti e luoghi d'interesse

### Architetture religiose

#### Chiesa dei Santi Ambrogio e Bernardo
Nella parte più alta di Limonta si trova la chiesa parrocchiale, la cui dedicazione rimanda alla reggenza della basilica ambrosiana di Milano da parte dei frati cistercensi. Costruita durante l'Alto Medioevo, la chiesa fu ristrutturata nel 1673, anno in cui vennero aggiunte due cappelle laterali in stile barocco.
Internamente, la parrocchiale di Limonta conserva una Madonna col Bambino dipinta da Paris Bordon e, sulla parete dietro al presbiterio barocco, un polittico del XIV-XV secolo, avente come soggetto una Crocefissione tra Santi. La chiesa ospita inoltre una serie di dipinti del Seicento. Tra di essi, sei tele a olio in stile barocco, due delle quali raffigurano, rispettivamente, i santi Gregorio Magno e Ambrogio. Quest'ultimo è raffigurato anche in un tondo sulla volta della navata (XIX secolo), oltre che al centro del frammento di un antico paliotto conservato in sacrestia

#### Santuario della Madonna del Moletto
Originariamente dedicato all'Immacolata, il santuario fu costruito in due fasi distinte, durante primo quarto del Seicento, secondo il volere di Roberto Rusca (curato di Limonta e vicario dell'abate del monastero milanese di Sant'Ambrogio). L'appellativo Moletto si riferisce al piccolo molo situato nei pressi della chiesa, comprato assieme ai terreni circostanti dal Rusca nell'anno 1605.
Tra il 1640 e il 1641, tutto l'interno del santuario fu affrescato per mano dei fratelli Giovan Battista e Giovanni Paolo Recchi. Tra gli affreschi, spiccano un Sant'Ambrogio a cavallo (in controfacciata) e un'Annunciazione tra i santi Benedetto e Bernardo (dietro all'altare), icona mariana alla quale probabilmente si deve l'attuale dedicazione del santuario, intitolato alla Beata Vergine Annunciata.

## Infrastrutture e trasporti

### Ferrovie
Limonta non è servita da alcuna linea ferroviaria; la stazione più vicina è quella di Lierna, che dista circa 2 km, sulla sponda Lecchese, posta sulla linea secondaria Lecco-Sondrio. Il paese avrebbe dovuto essere collegato dalla Asso-Bellagio un prolungamento della Milano-Asso gestita delle FNM, che fu più volte progettata ma mai realizzata.